# The doors of perception
The doors of perception és un assaig escrit per Aldous Huxley el 1954. El 1956 va publicar l'assaig complementari Heaven and hell, i el 1977 va sortir a la llum Moksha, un compendi des seus escrits dedicats a les drogues al·lucinògenes.

## Contingut

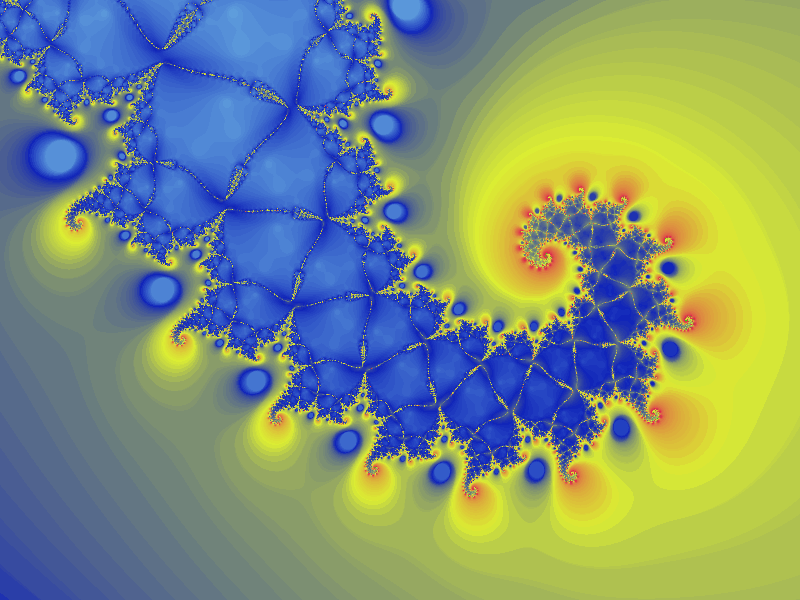
Imatge fractal aproximada a les visions amb mescalina experimentades per Huxley

A The doors of perception, Huxley descriu les seves experiències al·lucinògenes producte de la ingestió de mescalina. El títol prové d'una cita del poeta William Blake continguda en la seva obra Les noces del cel i de l'infern:
| « | Si les portes de la percepció es purifiquessin tot se li apareixeria a l'home com és, infinit. | » |

A partir d'aquesta cita, Huxley assumeix que el cervell humà filtra la realitat per no deixar passar totes les impressions i imatges, les quals serien impossibles de processar. D'acord amb aquesta visió, les drogues al·lucinògenes poden reduir aquest filtre, o «obrir aquestes portes de la percepció», tal com ho expressa metafòricament.
A fi de validar aquesta teoria, Huxley pren mescalina i escriu els pensaments i sentiments que l'experiència origina. El que nota és que els objectes quotidians perden la seva funcionalitat i de sobte existeixen «en si mateixos». Espai i temps es tornen irrellevants i la percepció sembla fer-se gran, colpidora i, de vegades, fins i tot desbordant perquè l'individu és incapaç de fer front a l'enorme quantitat d'impressions: 
| « | Des de la porta em vaig dirigir a una espècie de pèrgola coberta en part per un roser trepador i en part per llistons d'una polzada d'ample, amb mitja polzada d'espai entre ells. Brillava el sol i les ombres dels llistons formaven un dibuix de zebra al terra, al seient i al respatller de la cadira de jardí que es trobava al fons de la pèrgola. Aquesta cadira... La oblidaré mai? Allà on les ombres queien sobre la lona de la tapisseria, les franges d'un anyil alhora profund i brillant alternaven amb altres d'una incandescència tan intensa que era difícil creure que no estiguessin fetes de foc blau. Durant un lapse que va semblar immensament llarg, vaig mirar sense saber, fins i tot sense desitjar saber, el que tenia davant. En qualsevol altre moment hagués vist una cadira amb alternades franges de llum i d'ombra. Avui, el precepte s'havia empassat a el concepte. Jo estava tan completament absorbit pel mirar, tan fulminat pel que realment veia, que no podia adonar-me de cap altra cosa. Mobles de jardí, llistons, llum solar, ombres... Totes aquestes coses no eren més que noms i nocions, meres verbalitzacions, per a propòsits utilitaris i científics, després de l'esdeveniment. | » |

## En la cultura popular
- El llibre de Huxley, basat en el vers de Blake, va donar nom, al seu torn, al grup de rock The Doors. La banda va crear una cançó anomenada Break on through inspirada en el tema de les «portes de la percepció».
- En la pel·lícula Doctor Strange, durant el tradicional cameo de Stan Lee en les pel·lícules de Marvel, es pot observar que està llegint el llibre.[1]